# Al Iaquinta
Alexander "Al" Jay Iaquinta (/ˌaɪ.eˈkwiːnte/; født 30. april 1987 i Valley Stream, New York i USA) er en amerikansk MMA-uddøver
der konkurrerer i lightweight division i UFC. Han har været professionel MMA kæmper siden 2009 og på kontrakt med Ultimate Fighting Championship (UFC) siden 2012. I april 2019 var han placeret som nummer 4 på den officielle UFC Lightweight rangliste.

## Mixed martial arts-karriere

### Tidlig karriere
Iaquinta, der er af italiensk afstamning, brydede i Wantagh High School og fik sin associate degree fra Nassau Community College, hvor han også brydede Før han blev professionel havde han en perfekt amatørrekordliste på 14-0. Iaquinta begyndte sin professionelle MMA karriere, som kæmper for organisationen, Ring of Combat. Her opnåede han en rekordliste på 5-1-1.

### Ultimate Fighting Championship
Iaquinta fik sin officielle UFC debut på The Ultimative Fighter 15 Finale den 1. juni, 2012, mod Michael Chiesa for at afgøre vinderen af The Ultimative Fighter: Live. Iaquinta tabte til Chiesa via rear naked choke tidligt i første runde.
Iaquinta skulle have mødt Joe Proctor den 27. april, 2013 på UFC 159. Men kampen blev skrottet, da begge kæmpere led trænings skader, op til kampen.
Iaquinta mødte Ryan Couture den 31. august, 2013 på UFC 164, hvor han udskiftede en skadet Quinn Mulhern. Han vandt kampen via en enstemmig afgørelse, efter at have domineret kampen stående og afvist alle Couture's takedown-forsøg.
Iaquinta mødte Kevin Lee på UFC 169 d. 8 februar, 2014. Han vandt kampen ved enstemmig afgørelse.
Iaquinta mødte Ross Pearson den 8. november, 2014 på UFC Fight Night 55. På trods af at være underdog, vandt Iaquinta kampen via TKO i anden runde.
Iaquintamødte Joe Lauzon den 31. januar 2015 på UFC 183. Han vandt kampen via TKO i anden runde.
Iaquinta mødte Jorge Masvidal den 4. april, 2015 på UFC Fight Night 63. Han vandt kampen via delt afgørelse. 13 af 15 medier scorede kampen til fordel for Masvidal.
Iaquinta skulle have mødt Thiago Alves 12. november, 2016 på UFC 205. Men, Iaquinta annoncerede den 19. september, 2016 at han ikke ville tage kampen på grund af en kontraktforhandling med UFC organisationen.
Efter to år væk fra sporten, vendte Iaquinta tilbage for at møde Diego Sanchez den 22. april 2017 på UFC Fight Night 108. Han vandt kampen via knockout i første runde.
Iaquinta skulle have mødt Paul Felder den 2. december, 2017, ved UFC 218. Men, Iaquinta, meldte fra til kampen den 31. oktober på grund af at være utilfreds med sin nuværende kontrakt og blev erstattet af Charles Oliveira.

### UFC Lightweight-mesterskabskamp
Kampen mod Felder blev udskudt og var forventet til at finde sted den 7. april 2018 på UFC 223. Men på grund af en skade hos UFC Lightweight-mestern Tony Ferguson og state athletic commission's beslutning om at trække UFC Featherweight-mesteren Max Holloway angående bekymringer over sin vægtnedskæring, blev Iaquinta sat ind som erstatning mod Khabib Nurmagomedov i hovedkampen. Selv om kampen var planlagt til at være om det ledige UFC Lightweight-mesterskab var kun Nurmagomedov berettiget til at vinde mesterskabet på grund af Iaquinta vægt på 155.2 lbs, som er to tiendedele af et pund over mesterskabs-vægtgrænsen på 155. Iaquinta havde allerede vejet ind til sin kamp mod Paul Felder, før han officielt blev erklæret som den nye afløser. Ikke-mesterskabskampe tillader kæmpere at veje ind et pund over vægtgrænsen. I sidste ende, tabte han kampen via en enstemmig afgørelse.

### Efter UFC Lightweight-mesterskabskampen
Iaquinta var planlagt til at møde Justin Gaethje 25. august, 2018, ved UFC Fight Night 135, i Lincoln, Nebraska. Men den 28. jjuni, 2018, måtte Iaquinta trække sig fra kampen på grund af en skade og han blev erstattet af James Vick.
Iaquinta mødte Kevin Lee i en omkamp den 15. december, 2018 på UFC on Fox 31. Han vandt kampen via enstemmig afgørelse. Denne sejr tildelte ham Performance of the Night-bonusprisen.
Iaquinta forventes at møde Donald Cerrone den 4. maj, 2019 på UFC Fight Night 150.

## Mesterskaber og resultater
- Ultimate Fighting Championship
  - Performance of the Night (1 gang) vs. Kevin Lee [30]
- Ring of Combat
  - ROC Lightweight Championship (1 gang)

## Privatliv
Iaquinta er en autoriseret ejendomsmægler. Han startede processen ved at erhverve sig en licens efter en kontrakttvist om hans formodede kamp mod Thiago Alves på UFC 205. 